# Kwasy arsonawe
Kwasy arsonawe – grupa związków chemicznych będących kwasami arsenu, w której skład wchodzą kwas arsonawy – HAs(OH)2 – i jego arsenoorganiczne pochodne o wzorze ogólnym RAs(OH)2. Sole i estry kwasów arsonawych to arsoniny.